# Chantier naval de Palerme
Le Cantiere Navale di Palermo SpA (Chantier naval de Palerme) est un important chantier naval italien fondé en 1897 par Ignazio Florio Jr., pour la fabrication de navires commerciaux destinés à sa compagnie de navigation. Ce chantier est passé en 1984 sous contrôle de Fincantieri.

## Histoire
Dans les années 1870, un petit chantier naval existe à Palerme. Il n'emploie que 9 ouvriers mais peut construire un navire en bois de 800 tonnes. 
En 1893, une convention est signée entre l'État italien et la municipalité de Palerme qui prévoit un plan de important modernisation du port de la ville avec la construction d'un bassin de carénage pour la maintenance et la réparation des bateaux de fort tonnage. Le projet n'avait pas suivi son cours en raison de la crise politique qui avait paralysé la ville de Palerme. En juillet 1896, les travaux à peine débutés étaient toujours bloqués. En septembre 1896, Ignazio Florio, armateur et propriétaire de la compagnie Navigazione Generale Italiana qui assurait les liaisons régulières en Sicile et avec les ports de Naples et Marseille, présente son propre projet de construction d'un chantier naval avec un grand bassin de carénage.
Grâce aux très bonnes relations qu'entretenait Florio avec le chef du gouvernement, le Marquis Antonio di Rudinì, la convention pour la construction du bassin de carénage et le chantier naval fut signée le 16 mars 1897. Le financement des travaux était réparti entre la famille Florio pour 66%, l'État italien, la commune de Palerme et la Province de Palerme ainsi qu'une petite subvention accordée par la Cassa di Risparmio de Palerme.
La société mixte qui agirait comme maître d'ouvrage a été créée le 16 mars 1897, comme prévu dans la convention et les travaux débutèrent le 14 mai 1898. Le chantier naval fut inauguré en 1903 mais se trouva sans commandes en raison du programme d'armement que la Regia Marina avait engagé deux ans auparavant.
La famille Florio qui avait dû s'endetter auprès de la Banca Commerciale Italiana se trouva dans l'obligation de vendre ses parts dans le chantier naval en 1905 à Attilio Odero, associé de Florio dans la société Navigazione Generale Italiana mais également propriétaire des Cantiere navale di Sestri Ponente et des Cantiere della Foce de Gènes et associé des Aciéries de Terni.

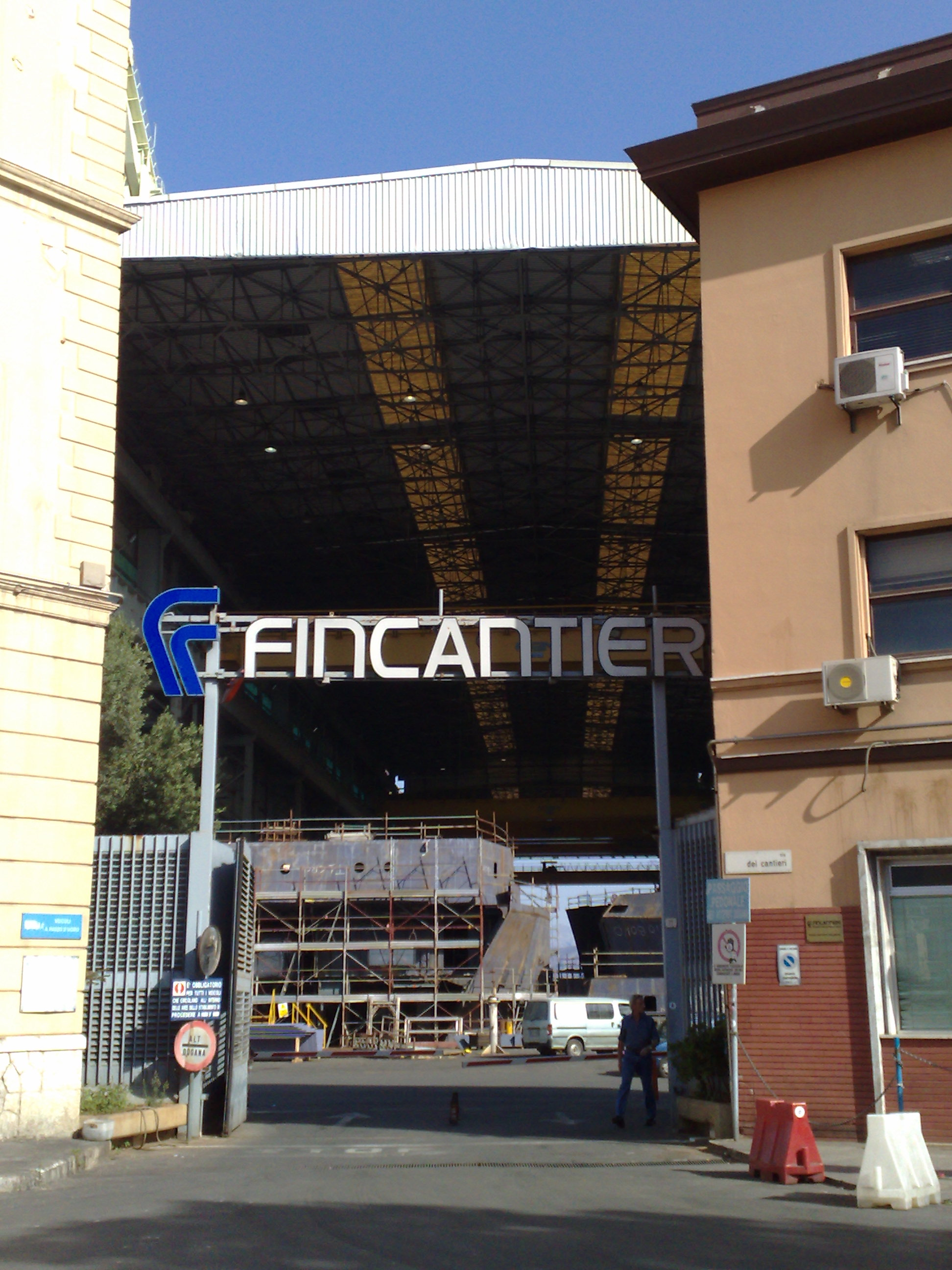
Entrée du chantier naval de Palerme en 2010.

En 1906, le chantier naval de Palerme ainsi que les chantiers de Ancône et de Muggiano, liés par leurs rapports étroits avec la compagnie Navigazione Generale Italiana, fusionnent pour donner naissance aux Cantieri Navali Riuniti, dont le siège social est implanté à Gènes. En 1913, le Cantiere navale del Muggiano est racheté par le chantier naval voisin  FIAT San Giorgio.
En 1925, le chantier naval a lancé le navire royal Savoia et cette même année voit la fusion entre Cantieri Navali Riuniti et les chantiers navals Riva Trigoso et Genova Le Grazie, tous deux appartenant au groupe Piaggio, qui donne naissance à la société Cantieri Navali del Tirreno.
Dans la période d'entre-deux-guerres, le chantier naval de Palerme a construit plusieurs navires pour la Regia Marina.
Parmi les unités militaires construites les destroyers de classe Soldati Bersagliere et Granatiere, les torpilleurs classe Orsa Orsa et Orione et le croiseur Classe Capitani Romani Ulpio Traiano, lancé le 30 novembre 1941.
En 1948, le chantier a effectué quelques travaux mineurs de réparation électromécaniques sur le cuirassé Giulio Cesare avant son transfert à l'Union soviétique pour dommages de guerre. La livraison du navire désarmé eut lieu le 2 février 1949 et sera renommé Novorossiisk le 5 mars 1949. Dans la nuit du 28 au 29 octobre 1955, le navire coula à la suite d'une explosion interne. La presse soviétique a toujours soupçonné les services secrets italiens d'avoir saboté le navire.
Après la Seconde Guerre mondiale, le chantier connut des hauts et des bas. En 1973, après une période de crise et une forte réduction du personnel, crise qui a frappé l'ensemble des chantiers navals, le groupe des chantiers navals est intégré dans le groupe Italcantieri qui, en 1984 est à son tour absorbé par Fincantieri ancienne holding financière de participations maritimes de l'État qui, pour simplifier les structures, devint une société globale opérationnelle, intégrant par fusion les huit sociétés préalablement contrôlées, y compris Italcantieri.
Avec la prise en main directe par Fincantieri, une réorganisation complète des activités de chaque chantier naval s'est opérée. Le groupe est le plus grand complexe de construction navale en Europe pour la réparation et la construction de navires. Il peut concevoir et construire tous les types de navires pour le transport de passagers et de marchandises : vraquiers, de navires porte-conteneurs et citernes pour les transports de gaz, des ferries jusqu'aux navires de croisière.

## Navires construits
Principaux navires :

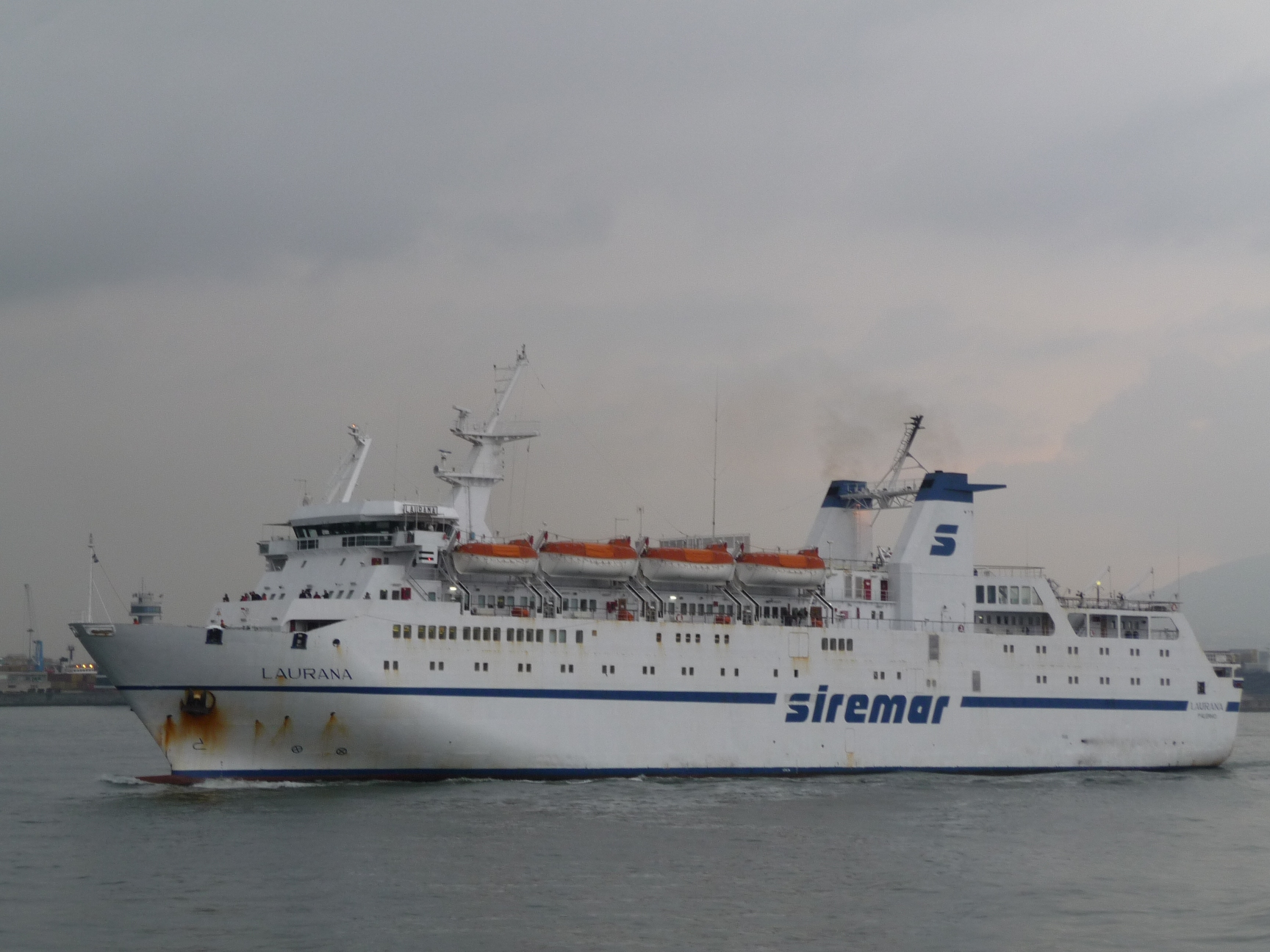
Ferry boat Laurana

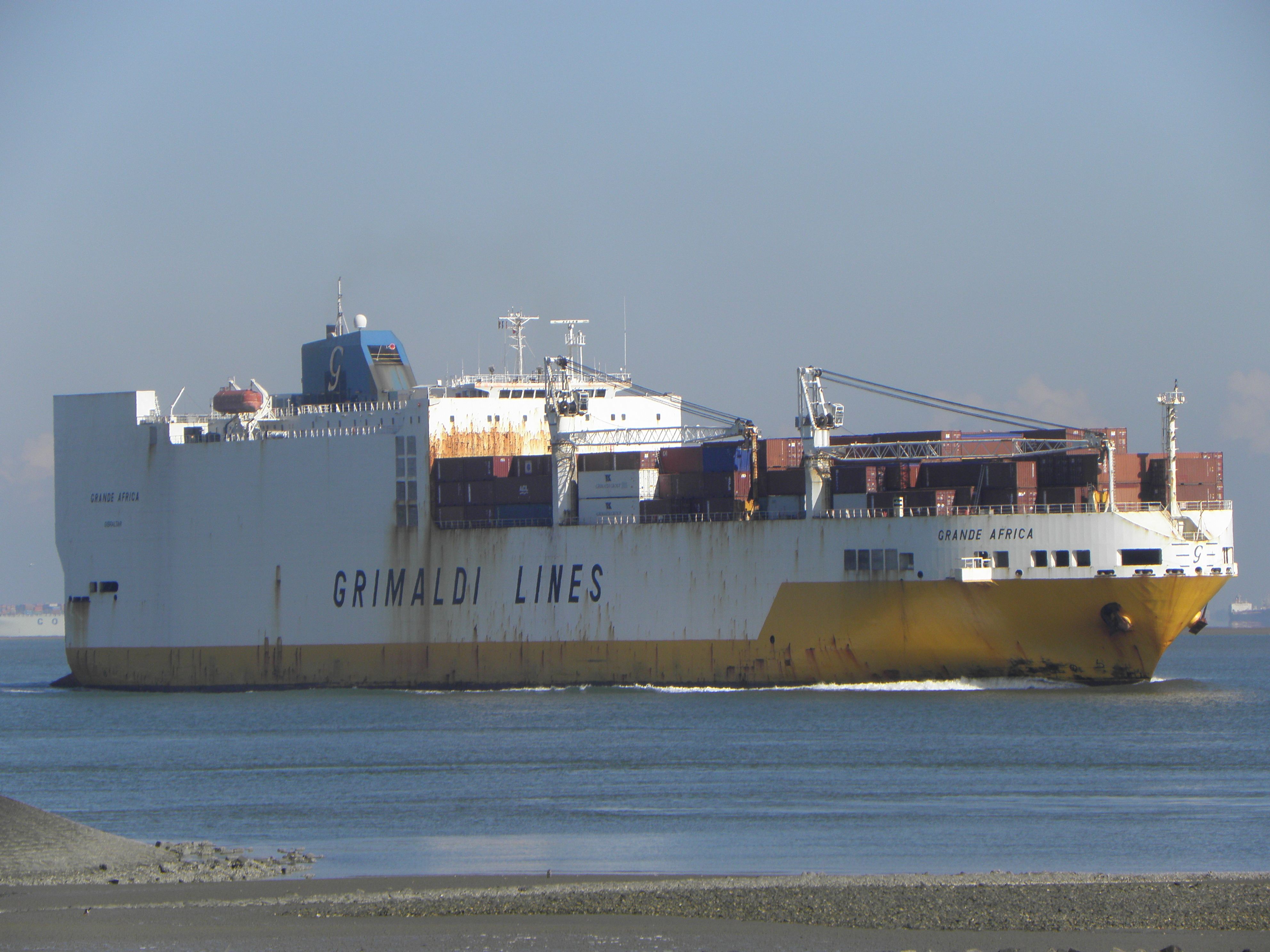
Grande Africa

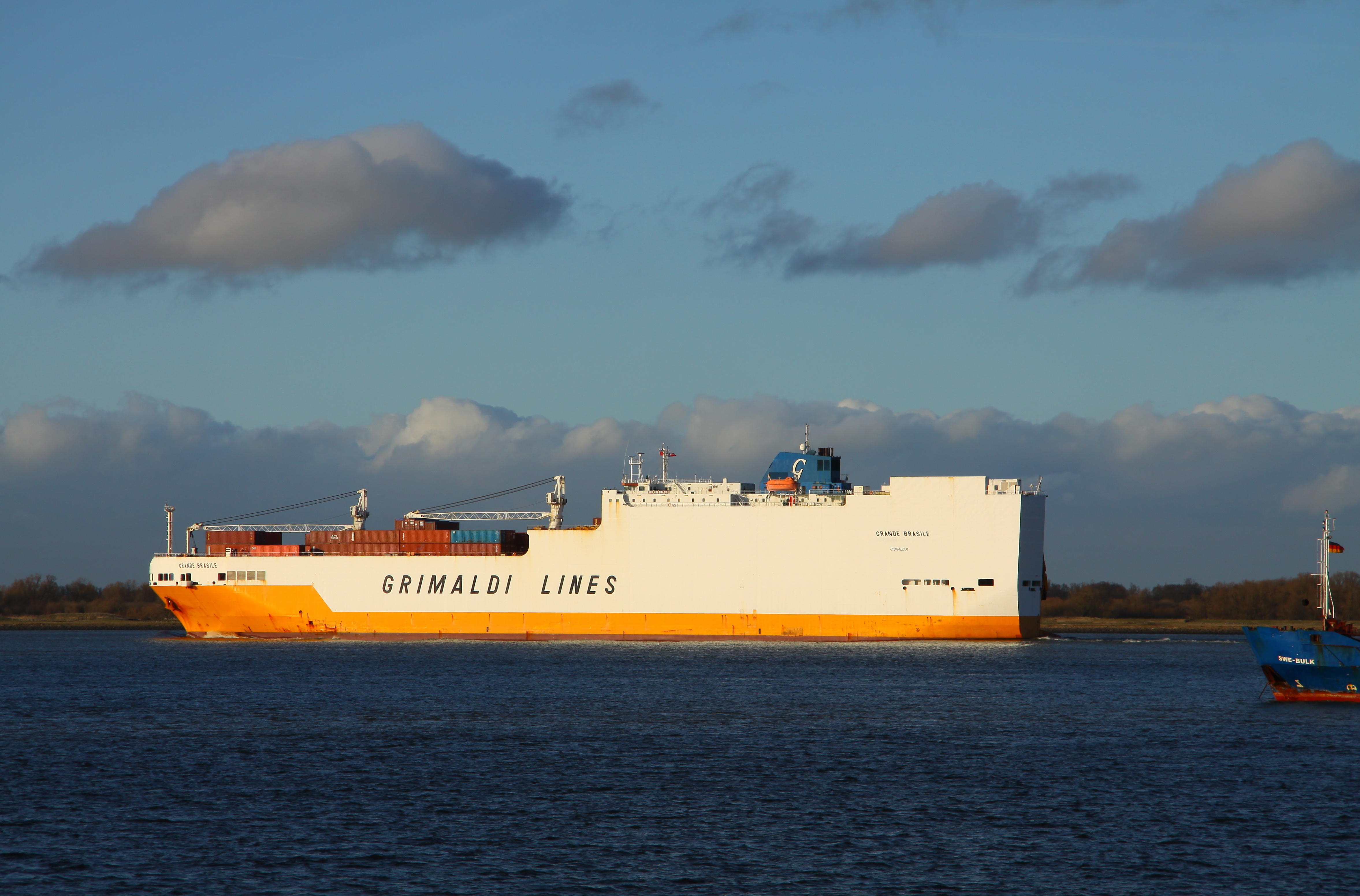
Grande Brasile

- 1937 - Orsa (F 558) - Aviso, puis torpilleur (Regia Marina)
- 1937 - Orione (F 559) - Aviso, puis torpilleur (Regia Marina)
- 1938 - Bersagliere (Destroyer 1939) - (Regia Marina)
- 1938 - Granatiere (D 550) - Destroyer (Regia Marina)
- 1939 - Ulpio Traiano - Croiseur (Regia Marina)
- 1951 - Campania Felix - Paquebot (Tirrenia di Navigazione)
- 1952 - Sardegna - Paquebot (Tirrenia di Navigazione)
- 1952 - Sicilia - Paquebot (Tirrenia di Navigazione)
- 1953 - Calabria - Paquebot (Tirrenia di Navigazione)
- 1953 - Lazio - Paquebot (Tirrenia di Navigazione)
- 1961 - Tyrsus - ferry-boat  ferroviaire (Ferrovie dello Stato)
- 1962 - Hermaea - ferry-boat  ferroviaire (Ferrovie dello Stato)
- 1971 - Pascoli - ferry-boat  Ro/Ro (Tirrenia di Navigazione)
- 1971 - Petrarca - ferry-boat  Ro/Ro (Tirrenia di Navigazione)
- 1979 - Piero della Francesca - ferry-boat Ro/Ro (Siremar)
- 1979 - Pietro Novelli - ferry-boat Ro/Ro (Siremar)
- 1980 - Oglasa - ferry-boat  Ro/Ro (Toremar)
- 1980 - Marmorica - ferry-boat  Ro/Ro (Toremar)
- 1982 - Garibaldi - ferry-boat  ferroviaire (Ferrovie dello Stato)
- 1985 - Villa - ferry-boat  ferroviaire (Ferrovie dello Stato)
- 1986 - Paolo Veronese - ferry-boat  Ro/Ro (Siremar)
- 1988 - Logudoro - ferry-boat  ferroviaire (Ferrovie dello Stato)
- 1989 - Isola di Santo Stefano - ferry-boat  bidirectionnel (Saremar)
- 1991 - Aethalia - ferry-boat  Ro/Ro (Toremar)
- 1992 - Laurana - ferry-boat  Ro/Ro (Adriatica di Navigazione)
- 1993 - Via Mediterraneo - Cargo Ro/Ro (Viamare di Navigazione)
- 1994 - Lazio - Cargo Ro/Ro (Tirrenia di Navigazione)
- 1995 - Puglia - Cargo Ro/Ro (Tirrenia di Navigazione)
- 1997 - Grande America - Roulier (Groupe Grimaldi)
- 1998 - Grande Africa - Roulier multirôle (Groupe Grimaldi)
- 1998 - Grande Atlantico - Roulier multirôle (Groupe Grimaldi)
- 2000 - Grande Brasile - Roulier multirôle (Groupe Grimaldi)
- 2001 - Grande Argentina - Roulier multirôle (Groupe Grimaldi)
- 2003 - Grande San Paolo - Roulier multirôle (Groupe Grimaldi)
- 2005 - Neptune Okeanis - Roulier (Thelisis Shipping Ltd)
- 2006 - Neptune Thelisis - Roulier (Thelisis Shipping Ltd)
- 2009 - UOS Challenger - AHTS (Hartmann Offshore)
- 2010 - UOS Enterprise - AHTS (Hartmann Offshore)
- 2010 - UOS Pathfinder - AHTS (Hartmann Offshore)
- 2010 - UOS Navigator - AHTS (Hartmann Offshore)

## Sources